# Danger Girl (jeu vidéo)
Pour les articles homonymes, voir Danger Girl.
Danger Girl est un jeu vidéo de tir en vue objective développé par n-Space et édité par THQ. Il est sorti sur PlayStation et est librement inspiré de la bande dessinée homonyme. Il suit Abbey Chase, Sydney Savage et JC dans leur lutte contre le Major Maxim et Natalia Kassle.

## Système de jeu
Chaque protagoniste féminin dispose d'un équipement spécifique, limité pour l'essentiel aux différences entre les armes. Dans l'ensemble des 12 niveaux, le but est de se frayer un chemin à travers le terrain qui contient un certain nombre d'ennemis qui bloquent le passage. Ils courent activement et remarquent lorsque les joueurs sortent de leur cachette. Il n'y a aucun moyen de sauvegarder la progression au cours des missions. Si le personnage meurt au cours d'une mission, celui-ci recommence depuis le début. Tous les niveaux comportent des éléments d'énigme interactifs et des cinématiques occasionnelles

## Développement
En 1998, n-Space acquiert les droits exclusifs pour développer un jeu vidéo basé sur la bande dessinée Danger Girl. Il n'y avait pas d'éditeur à l'époque car l'équipe de développement travaillait sur Duke Nukem: Time to Kill.

## Accueil
Le jeu a reçu des « critiques généralement défavorables » selon l'agrégateur Metacritic avec une moyenne générale de 43/100. AllGame lui a attribué une note de 1,5/5, GamePro une note de 3,5/5, GameSpot de 3,9/10 et IGN de 3,2/10. Hardcore Gaming 101 considère le jeu comme « un mélange entre Tomb Raider et Metal Gear Solid. »